# Joe Hachem
Joseph „Joe“ Hachem (arabisch جوزف هاشم, „Ha-shem“ gesprochen; * 11. März 1966 im Libanon) ist ein australisch-libanesischer Pokerspieler.
Hachem hat sich mit Poker bei Live-Turnieren knapp 13 Millionen US-Dollar erspielt und ist damit der dritterfolgreichste australische Pokerspieler. Er gewann 2005 die Poker-Weltmeisterschaft und 2006 das Main Event der World Poker Tour.

## Persönliches
Hachem kommt ursprünglich aus dem Libanon. Seine Familie und er zogen 1972 nach Australien. Hachem gab im Jahr 2002 seine Karriere als Chiropraktiker auf, weil er eine Durchblutungsstörung in den Händen hatte. Stattdessen beschloss er, sich ganz auf Poker zu konzentrieren.
Hachem ist verheiratet und hat vier Kinder. Er betreibt ein Pfandhaus in Pascoe Vale und spielt gerne Golf. 2009 spielte er eine Nebenrolle im Film Prey – Outback Overkill als Hotelangestellter. Auch in der Filmkomödie All in – Alles oder nichts aus dem Jahr 2008 hatte er einen Cameo-Auftritt als Pokerspieler.

## Pokerkarriere

### Werdegang
Am 16. Juli 2005 gewann Hachem das Main Event der World Series of Poker (WSOP) im Rio All-Suite Hotel and Casino am Las Vegas Strip und setzte sich damit gegen 5619 Spieler durch, was ihm ein Preisgeld von 7,5 Millionen US-Dollar sowie ein Bracelet bescherte. Während nahezu des ganzen letzten Tages hatte Hachem nur wenige Chips. Dies änderte sich erst, als nur noch drei Spieler übrig waren. Hachems Gewinnhand war 7♣ 3♠, eine der schwächsten Starthände im Texas Hold’em. Nachdem er eine Erhöhung von 300.000 auf 700.000 Chips vor dem Flop mitgegangen war, lagen im Flop 6♥ 5♦ 4♦ und damit eine Straße. Auf dem Turn kam das A♠, womit sein Gegner Steve Dannenmann das höchste Paar und einen Open ended Straight Draw mit seiner Starthand von A♦ 3♣ hatte. Hachem setzte, Dannenmann erhöhte, Hachem ging all in und Dannenmann ging mit. Dannemann hätte nur noch einen split pot erreichen können, wenn auf dem River eine 7 gekommen wäre, womit beide eine Straße von 3 bis 7 gehabt hätten, doch auf dem River erschien die 4♣, die Hachem den Sieg sicherte. Im Gegensatz zu den vorherigen Siegern Greg Raymer und Chris Moneymaker qualifizierte sich Hachem nicht online für das Turnier, sondern zahlte den Buy-in von 10.000 US-Dollar selbst. Genau wie Raymer und Moneymaker war auch Hachem anschließend ein Repräsentant von PokerStars.
Bei der WSOP 2006 wurde der Australier Zweiter bei einem Turnier der Variante Shorthanded No Limit Hold’em und erhielt mehr als 250.000 US-Dollar. Im Dezember 2006 gewann Hachem mehr als 2,2 Millionen US-Dollar und seinen ersten Titel beim Main Event der World Poker Tour im Hotel Bellagio am Las Vegas Strip, in der Hauptveranstaltung des Doyle Brunson North American Poker Classic. In der zweiten Episode der TV-Pokerserie Poker After Dark im Jahr 2007 gewann Hachem die erste Folge gegen Greg Raymer, Jamie Gold, Huck Seed, Doyle Brunson und im Heads-Up gegen Johnny Chan, was ihm 120.000 US-Dollar einbrachte. Mitte April 2008 erhielt Hachem als Elfter beim Main Event der European Poker Tour in Monte-Carlo rund 100.000 Euro. In Los Angeles belegte er im März 2011 beim Big Event den mit 300.000 US-Dollar dotierten zweiten Platz. Im Januar 2012 wurde der Australier bei der A$100.000 Challenge der Aussie Millions Poker Championship in Melbourne Dritter und sicherte sich 330.000 Australische Dollar. Bei der WSOP 2015 erreichte er einen Finaltisch in der gemischten Variante H.O.R.S.E. und beendete diesen auf dem fünften Platz, der mit rund 115.000 US-Dollar bezahlt wurde. Auch bei der WSOP 2019 saß Hachem an einem Finaltisch und wurde bei der Omaha Hi-Lo 8 or Better Championship Dritter, wofür er mehr als 200.000 US-Dollar erhielt. Seitdem blieben größere Turniererfolge aus. Seine bis dato letzte Geldplatzierung erzielte er im Dezember 2021.

### Preisgeldübersicht
Mit erspielten Preisgeldern von knapp 13 Millionen US-Dollar ist Hachem nach Michael Addamo und Kahle Burns der dritterfolgreichste australische Pokerspieler.
| Jahr   | Preisgeld (in $) | Turniersiege |
| ------ | ---------------- | ------------ |
| 2000   | 3.064            | 0            |
| 2001   | 811              | 0            |
| 2002   | 3.060            | 0            |
| 2003   | 1.907            | 0            |
| 2004   | 3.283            | 0            |
| 2005   | 7.617.545        | 1            |
| 2006   | 2.644.957        | 1            |
| 2007   | 255.270          | 1            |
| 2008   | 214.719          | 0            |
| 2009   | 111.599          | 1            |
| 2010   | 105.829          | 0            |
| 2011   | 377.256          | 0            |
| 2012   | 436.799          | 0            |
| 2013   | 51.979           | 0            |
| 2014   | 63.141           | 0            |
| 2015   | 252.081          | 1            |
| 2016   | 52.347           | 1            |
| 2017   | 65.404           | 0            |
| 2018   | 89.633           | 0            |
| 2019   | 317.953          | 0            |
| 2020   | 3.750            | 0            |
| 2021   | 121.163          | 0            |
| gesamt | 12.793.550       | 6            |